# Pollucite
La pollucite è un minerale appartenente alle zeoliti, avente formula bruta (Cs,Na)2Al2Si4O12·(H2O). Ha un valore di gravità specifica di 2,9.
È stata descritta per la prima volta nel 1846, anno in cui fu trovata nell'isola d'Elba. Il suo nome deriva dal fatto che è spesso associata alla castorite (altro nome della petalite).
Dalla pollucite vengono ricavati il cesio (che è contenuto in essa in percentuali vicino al 20% in massa) e talvolta il rubidio.